# Propaganda (single)
Propaganda é o quinto single da banda alemã Heldmaschine, lançado em 7 de Fevereiro de 2014. É o segundo e último single do álbum "Propaganda".

## Faixas
| N.º            | Título                                 | Duração |  |
| 1.             | "Propaganda"                           | 3:53    |  |
| 2.             | "Propaganda" (TiKay One Remix)         | 3:53    |  |
| 3.             | "Propaganda" (Schruff & Kremers Remix) | 3:53    |  |
| 4.             | "Propaganda" (Escalated by Straftanz)  | 3:53    |  |
| Duração total: | Duração total:                         | 4:09    |  |

1. ↑  Propaganda (Single) no Rhapsody.com